# Короткохвостый ликонус
Короткохвостый ликонус (лат. Lyconus brachycolus) — вид лучепёрых рыб из семейства Macruronidae. Распространены в северной части Атлантического океана. Максимальная длина тела 52,5 см.

## Описание
Тело вытянутое, сжато с боков, постепенно сужается от затылка к хвостовой части. Тело покрыто мелкой, циклоидной, легко опадающей чешуёй. Длина головы укладывается 5,5—6,4 раза в длину тела. Верхний профиль головы различается у особей разного размера. У молоди выражена впадина в межглазничном пространстве, затем резкое повышение к затылку; у взрослых особей подъём постепенный от рыла к началу основания первого спинного плавника. Рот большой, конечный, косой. Окончание верхней челюсти доходит до вертикали, проходящей через середину глаза. По одному ряду зубов на предчелюстной кости и нижней челюсти. На предчелюстной кости один маленький зуб у симфиза, далее следуют 1 или два длинных зуба и за ними 10 уменьшающихся по размеру зубов. На нижней челюсти 7 зубов, превышающих по длине зубы на верхней челюсти. Два или три зуба на каждой стороне сошника расположены в один ряд; нет зубов на нёбной кости. Глаза большие, диаметр глаза укладывается 3,2—4,8 раза в длину головы. На верхней половине первой жаберной дуги 3—5 жаберных тычинок, на нижней — 9—12 тычинок. Жаберные тычинки у молоди длинные, широкие у основания, с заострёнными кончиками и зубчиками на внутренней стороне; тогда как у взрослых особей они короткие и зубчики есть только на верхушке. В первом спинном плавнике 9—10 мягких лучей, основание плавника начинается на вертикали, проходящей через основание грудных плавников. Во втором спинном плавнике 195—11 мягких лучей.  В анальном плавнике 95—96 лучей, лучи короче таковых во втором спинном плавнике. Нет хвостового стебля; хвостовой плавник соединяется с анальным и вторым спинным плавником. В грудных плавниках 13—14 лучей. Брюшные плавники с 8—9 лучами, расположены позади грудных плавников, их лучи короче, чем в грудных плавниках. Туловищных позвонков 17—18, хвостовых — 83. Тело серебристое, после фиксации окраска меняется на серо-коричневую. У анального отверстия вдоль брюха проходит чёрная линия.

## Ареал и места обитания
Редкий вид. Единичные находки в северо-западной части Атлантического океана у берегов Канады и в северо-восточной части Атлантического океана от Ирландии до Мадейры и прибрежья Западной Сахары. Обитают на глубине от 150 до 997 м на континентальном шельфе над илистыми грунтами.